# 토마스 돌
토마스 옌스 우베 돌(독일어: Thomas Jens Uwe Doll, 1966년 4월 9일 ~ ), 흔히 토마스 돌(독일어: Thomas Doll)는 전 독일의 축구 선수이자 현 축구 감독이다.

## 선수 경력

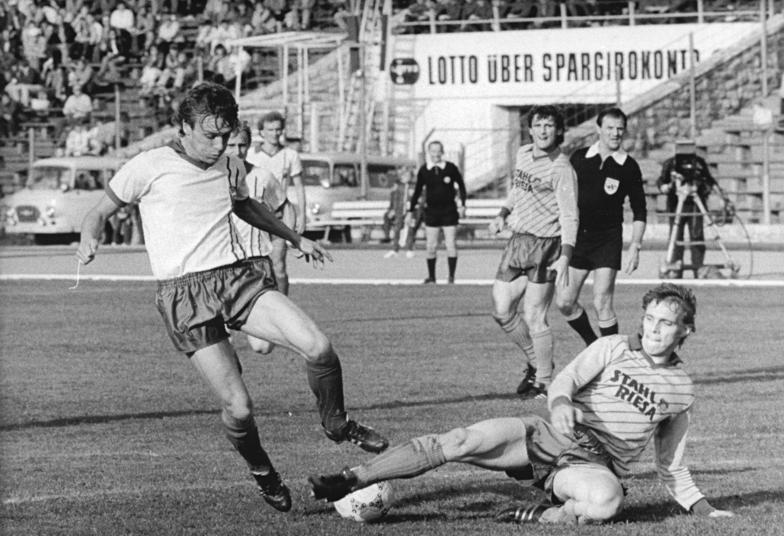
1987년의 토마스 돌(왼쪽)

### 클럽 경력
돌은 그가 살던 지역의 축구 클럽인 BSG 로코모티프 말힌에서 축구를 처음 시작했으며, 후에 DDR 오버리가의 FC 한자 로스토크로 팀을 옮겼다. 1986년에는 베를리너 FC 디나모로 이적해 1987년과 1988년에 우승을 차지하였다. 독일의 재통일 이후 돌은 옛 동독 출신의 선수 가운데 가장 인기 있는 선수에 속했다. 1990년 함부르거 SV에 입단했으며, 한 시즌 뒤 당시 이적료 신기록인 1500만 마르크의 이적료로 세리에 A의 SS 라치오로 이적했다. SS 라치오에서는 세 시즌 동안 활약하였으며, 독일 축구 국가대표팀에도 발탁됐다. 1994년 아인트라흐트 프랑크푸르트로 이적하여 독일로 되돌아왔으나 두 번째 시즌에 부상을 당하였고, 1996년 세리에 B의 AS 바리로 이적하였다. 1998년 함부르거 SV로 다시 팀을 옮겼으나 부상에서 벗어나지 못했고 2001년 은퇴했다.

### 국가대표팀 경력
돌은 1986년부터 동독 축구 국가대표팀의 일원으로서 활약했고, 독일의 재통일 이후 1991년에 독일 축구 국가대표팀에 뽑혀 UEFA 유로 1992에 출전해 준우승을 달성하였다.

## 감독 경력

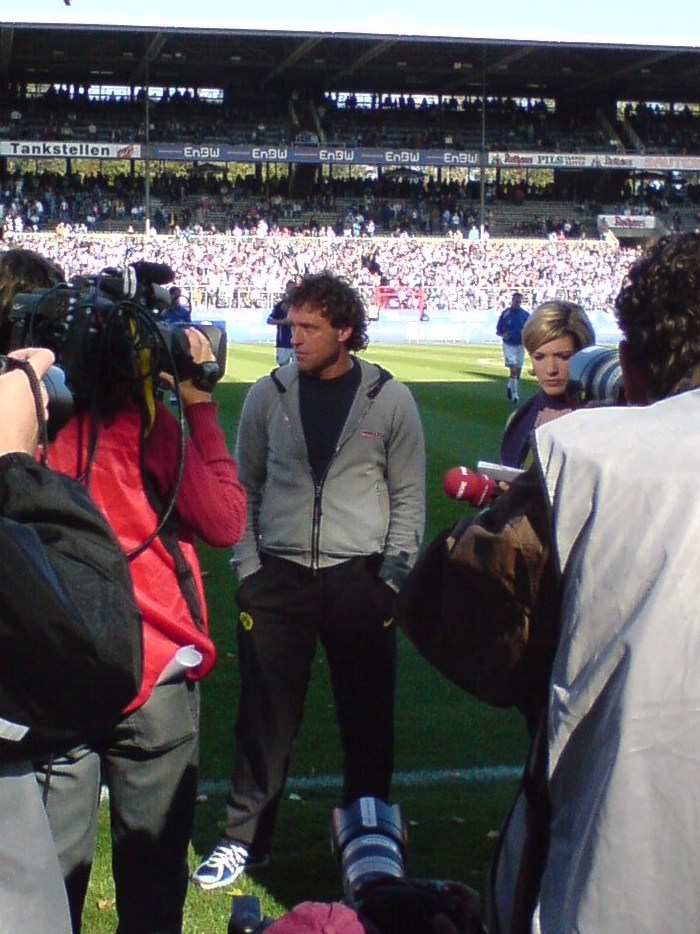
200년의 토마스 돌(가운데)

은퇴 후에 돌은 함부르거 SV에 코치진으로 합류해 2002년부터 2004년까지 함부르거 SV 2군 감독을 맡았고, 2004년 1군 감독이 되었다. 첫 번째 시즌에는 강등 탈출에 성공하였고, UEFA 인터토토컵 결승전에서 발렌시아 CF를 1:0으로 꺾고 우승을 차지하였으며 2005-06 시즌에는 3위로 시즌을 마감해 UEFA 챔피언스리그 출전권을 따냈고, 돌 자신은 2005년 독일 올해의 축구인에 이름을 올렸다. 그러나 2006-07 시즌에는 중위권을 기록하며 부진했으며, UEFA 챔피언스리그 조별 예선에서는 여섯 경기에서 단 1승만 기록했다. 결국 2007년 2월 1일 해고당하였다.
2008년 5월 19일에는 보루시아 도르트문트의 감독으로 임명돼 팀을 분데스리가 13위에 올려놓았다. 이후 터키의 겐츨레르비를리이 SK와 2년 계약을 맺었고, 2011년 7월 20일 사우디아라비아의 알힐랄의 감독으로 선임되었으나 2012년 1월 22일 해고당하였다.

## 사생활
돌에게는 전 아내 사이에서 낳은 딸 하나와 현재의 이탈리아 출신의 아내 로베르타 사이에서 낳은 딸 하나가 있다.